# Physoronia wajdelota
Physoronia wajdelota är en skalbaggsart som först beskrevs av Wankowicz 1869.  Physoronia wajdelota ingår i släktet Physoronia, och familjen glansbaggar. Arten har ej påträffats i Sverige.